# Абанква, Джеймс
Джеймс Брайт Адусей Абанква (англ. James Bright Adusei Abankwah; родился 16 января 2004 года, Уотерфорд, Ирландия) — ирландско-ганский футболист, защитник итальянского футбольного клуба «Удинезе», выступающий на правах аренды за клуб «Уотфорд».
Родился в Уотерфорде. Абанква вместе с семьёй несколько раз переезжал из города в город; в 2011 году в Леттеркенни Джеймс начал заниматься футболом. Свою профессиональную карьеру начал в «Сент-Патрикс Атлетик», где выиграл чемпионат Ирландии до 15 и 19 лет, а также кубок Ирландии. В 2022 году перешёл в «Удинезе», первую часть года проведя в аренде в своём родном клубе. В сезоне 2023/24 и во второй половине сезона 2024/25 находился в арендах в «Чарльтон Атлетик» и в «Уотфорде».
Абанква имеет право выступать за сборную Ганы и Ирландию.

## Клубная карьера

### Ранняя карьера
Абанква родился в Уотерфорде, но из-за работы отца семья футболиста несколько раз переезжала: сначала в Селбридж, затем в Лукан, после чего Джеймс переехал в Леттеркенни, где в 2011 году начал заниматься футболом в местной команде «Леттеркенни Роверс». Позже Абанква вместе с семьёй уехал в Лонгфорд, где играл за местный клуб «Мелвью»; в 2016 году представлял город на престижном молодёжном турнире «Kennedy Cup» среди футболистов до 14 лет, после чего семья вернулась в Лукан, а затем переехала в Дублин.
В Лонгфорде юный футболист, когда ему было 12 лет, подписал контракт с лучшим дублинским клубом для школьников «Черри Орчард»; на тренировки в Дублин его подвозила мама, а иногда он сам добирался на автобусе. Именно там его выступления заинтересовали скаутов «Сент-Патрикс Атлетик», выступающего в чемпионате Ирландии. В январе 2019 года четырнадцатилетний Абанква подписал контракт с клубом и начал выступать за команду до 15 лет.
24 октября 2019 года Абанква вместе с командой выиграл чемпионат Ирландии до 15 лет, победив сверстников из «Шемрок Роверс» со счетом 2:1 на стадионе «Талла». Месяц спустя «Сент-Патрикс Атлетик» до 15 лет сделал дубль, обыграв «обручи» в финале Кубка Ирландии до 15 лет по пенальти на стадионе «Ричмонд Парк». В 2020 году Абанква был переведен в команду до 19 лет, на три года старше своего возраста. 22 декабря 2020 года вместе с командой выиграл финал чемпионата Ирландии до 19 лет, обыграв «Богемиан» со счетом 2:1 в дополнительное время на стадионе «ЮКД Боул», обеспечив клубу место в Юношеской лиге УЕФА.

### «Сент-Патрикс Атлетик»

#### Сезон 2021
7 июля 2021 года Абанква подписал свой первый профессиональный контракт с клубом чемпионата Ирландии «Сент-Патрикс Атлетик». Через два дня после подписания контракта дебютировал за команду в возрасте 17 лет, выйдя на замену на 62-й минуте в победном (1:0) матче против «Дерри Сити», заменив Альфи Льюиса. Первый выход в стартовом составе состоялся 3 сентября 2021 года против «Лонгфорд Таун»; в этом матче «Сент-Патрикс Атлетик» выиграл 3:2. 28 ноября 2021 года Абанква стал самым молодым игроком, участвовавшим в финале Кубка Ирландии: в матче, состоявшимся на стадионе «Авива» при 37 126 человек, он заменил Падди Барретта на 80-й минуте; в итоге «Сент-Патрикс Атлетик» обыграл «Богемиан» по пенальти (4:3) после ничьей 1:1 в первые 120 минут. В 2021 году, в первом сезоне на взрослом уровне, Абанква принял участие в 9 матчах чемпионата и в 4 матчах кубка.

#### Сезон 2022
25 января 2022 года было объявлено, что «Сент-Патрикс Атлетик» продал Абанкву в «Удинезе». Сумма сделки не раскрывалась и считается рекордной для игрока из чемпионата Ирландии: сумма продажи предположительно составляет примерно 800 000 евро плюс бонусы. Согласно трансферу, он был отдан в аренду обратно в «Сент-Патрикс Атлетик» до 30 июня 2022 года, чтобы он мог сдать экзамены на аттестат зрелости в своей школе, муниципальном колледже Адамстауна, параллельно играя за клуб. Перед началом сезона главный тренер «Сент-Патрикс Атлетик» Тим Кланси заявил, что «Удинезе» не устанавливает «никаких ограничений» на игровое время Абанквы, а также отметил, что «будет приятно работать с ним» во время его аренды.
11 февраля 2022 года Абанква вышел в стартовом составе на матч Кубка Президента Ирландии против «Шемрок Роверс» на стадионе «Талла», но в итоге был заменен на Тома Гривости на 76-й минуте из-за травмы; по итогу «Сент-Патрикс Атлетик» проиграл в серии пенальти со счётом 5:4 после ничьей 1:1 в дополнительное время. 18 февраля, в первом туре сезона в дублинском дерби против футбольного клуба «Шелбурн» Абанква впервые в своей карьере сыграл все 90 минут; его стиль игры в матче на «Толка Парк» сравнили с бывшим защитником «Сент-Патрикс Атлетик» и «Манчестер Юнайтед» Полом Макгратом. Во втором сезоне за клуб Абанква сыграл 12 матчей.

### «Удинезе»
25 января 2022 года подписал контракт на четыре с половиной года с «Удинезе», клубом Серии А. Перед тем, как присоединиться к команде летом, Абанква рассказал, что он занимается итальянским языком два раза в неделю. Неофициальный дебют Абанквы за клуб состоялся 13 июля 2022 года: в товарищеском матче против «Рапида» отыграл второй тайм; матч закончился со счетом 11:0. 20 июля было объявлено о присвоении Абанкве 14-го номера. 2 апреля 2023 дебютировал за клуб в Серии А, заменив Санди Ловрич в проигранном (0:3) матче против «Болоньи». Впервые вышел в стартовом составе 4 июня в матче против «Ювентуса», который закончился поражением со счётом 0:1. После матча тренер клуба Андреа Соттиль заявил, что Абанква — один из игроков, являющихся «будущим „Удинезе“».

#### Аренда в «Чарльтон Атлетик»
1 сентября 2023 года Абанква на правах аренды перешёл в «Чарльтон Атлетик», выступающий в Лиге 1. Вскоре после перехода Абанква заявил: «„Удинезе“ был достаточно добр, чтобы отпустить меня, чтобы я сыграл больше игр. Я почувствовал, что Англия — лучшее место для меня. Я очень рад этому переезду. Это отличная возможность для меня. Я готов войти в состав „Чарльтона“ и выложиться по полной». Дебют за «Чарльтон Атлетик» состоялся 16 сентября в ничейном (1:1) матче против «Стивениджа» на стадионе «Бродхолл Уэй», где он играл на позиции правого защитника. 22 декабря 2023 года сайт South London News заявил, что аренда Абанквы была расторгнута. «Удинезе» официально подтвердил возвращение футболиста в клуб 29 января 2024 года; с момента перехода в клуб футболист сыграл всего в трёх матчах во всех турнирах.

#### Аренды в «Уотфорд»
В своё 21-летие, 16 января 2025 года, отправился в аренду в «Уотфорд», выступающий в Чемпионшипе. Через два дня после перехода в клуб провёл свой первый матч за «Уотфорд», выйдя в стартовом составе на матч против «Дерби Каунти» на «Прайд Парк»; Абанква провёл на поле 75 минут и заслужил положительные отзывы, сдержанно отреагировав на полученную на первой минуте матча жёлтую карточку. 15 марта в матче против «Оксфорд Юнайтед» был удалён с поля, получив две жёлтые карточки. Всего за время первой аренды сыграл 19 матчей, в 17 из которых выходил в стартовом составе.
30 июля 2025 года снова был отправлен в аренду в «Уотфорд».

## Карьера в сборной
Абанква имеет право выступать за Ирландию, где он родился, а также может выступать за Гану, откуда родом его родители.

### Сборная до 15 и 16 лет
В январе 2019 года получил вызов в сборную Ирландии до 15 лет на матчи в Испании, но не сыграл ни в одном из трёх товарищеских матчей против Венгрии, Испании и Нидерландов.
Дебют на международной арене произошёл в августе 2019 года в составе сборной Ирландии до 16 лет против сборных Дании и Англии. 23 октября Абанква попал в список игроков, вызванных для участия в Victory Shield, который проходил в Уэльсе. На турнире принял участие в матчах против Шотландии и Северной Ирландии.

### Сборная до 18 и 19 лет
В ноябре 2021 года главный тренер Колин О’Брайен назначил Абанкву капитаном сборной до 18 лет в товарищеском матче с Мальтой до 18 лет. Матч завершился нулевой ничьей.
8 и 11 октября 2021 года провёл свои первые матчи за сборную Ирландии до 19 лет, сыграв в двух товарищеских матчах против сборной Швеции вничью: 2:2 и 1:1 соответственно. Участвовал в квалификации на чемпионат Европы до 19 лет в ноябре, где сыграл во всех трёх играх в Болгарии: против Черногории, Боснии и Герцеговины и Болгарии, по итогам которых сборная квалифицировалась в элитную стадию. 23 марта 2022 года забил свой первый гол на международном уровне, сравняв счет в проигранном (3:1) матче со сборной Англии до 19 лет на стадионе «Бескот» в Уолсолле.

### Сборная до 21 года
6 июня 2023 года Абанква был впервые вызван в сборную Ирландии до 21 года для участия в товарищеских матчах против Габона, Украины и Кувейта в Австрии 13, 16 и 19 июня соответственно. Первый матч за сборную провёл 16 июня против сборной Украины, закончившимся вничью со счётом 2:2.

### Главная сборная
13 марта 2025 года получил свой первый вызов в главную сборную Ирландии на стыковые матчи Лиги наций УЕФА против Болгарии. В обоих матчах остался в запасе.

## Стиль игры
Абанква является универсальным защитником, который может играть и в центре, и на правом фланге обороны.

## Статистика
| Выступление                   | Выступление        | Выступление      | Чемпионат | Чемпионат | Кубки | Кубки | Прочие | Прочие | Итого | Итого |
| Клуб                          | Лига               | Сезон            | Игры      | Голы      | Игры  | Голы  | Игры   | Голы   | Игры  | Голы  |
| ----------------------------- | ------------------ | ---------------- | --------- | --------- | ----- | ----- | ------ | ------ | ----- | ----- |
| Сент-Патрикс Атлетик          | Чемпионат Ирландии | 2021             | 9         | 0         | 4     | 0     | —      | —      | 13    | 0     |
| Сент-Патрикс Атлетик (аренда) | Чемпионат Ирландии | 2022             | 11        | 0         | —     | —     | 1      | 0      | 12    | 0     |
| Сент-Патрикс Атлетик (аренда) | Итого              | Итого            | 20        | 0         | 4     | 0     | 1      | 0      | 25    | 0     |
| Удинезе                       | Серия А            | 2022/23          | 2         | 0         | 0     | 0     | —      | —      | 2     | 0     |
| Удинезе                       | Серия А            | 2023/24          | 0         | 0         | 0     | 0     | —      | —      | 0     | 0     |
| Удинезе                       | Серия А            | 2024/25          | 6         | 0         | 2     | 0     | —      | —      | 8     | 0     |
| Удинезе                       | Итого              | Итого            | 8         | 0         | 2     | 0     | —      | —      | 10    | 0     |
| Чарльтон Атлетик              | Лига 1             | 2023/24          | 2         | 0         | 1     | 0     | 0      | 0      | 3     | 0     |
| Чарльтон Атлетик              | Итого              | Итого            | 2         | 0         | 1     | 0     | 0      | 0      | 3     | 0     |
| Уотфорд                       | Чемпионшип         | 2024/25          | 19        | 0         | 0     | 0     | 0      | 0      | 19    | 0     |
| Уотфорд                       | Итого              | Итого            | 19        | 0         | 0     | 0     | 0      | 0      | 19    | 0     |
| Всего за карьеру              | Всего за карьеру   | Всего за карьеру | 49        | 0         | 7     | 0     | 1      | 0      | 57    | 0     |

## Достижения
- Чемпион Ирландии до 15 лет: 2019
- Обладатель кубка Ирландии до 15 лет: 2019
- Чемпион Ирландии до 19 лет[англ.]: 2020
- Обладатель кубка Ирландии: 2021[англ.]
- Участник кубка Президента Ирландии: 2022[англ.]

## Комментарии
1. ↑  Кубок Ирландии, Кубок Италии, Кубок Англии.
2. ↑  Кубок Президента Ирландии.